# Entelecara aurea
Entelecara aurea är en spindelart som beskrevs av Gao och Zhu 1993. Entelecara aurea ingår i släktet Entelecara och familjen täckvävarspindlar. Inga underarter finns listade i Catalogue of Life.